# Claudia Cagnina
Claudia Cagnina, de son nom complet Claudia Nicole Cagnina Berenguel, née le 10 septembre 1997 à Valley Stream, dans le comté de Nassau, État de New York (États-Unis), est une footballeuse américano-italo-péruvienne. 
Elle évolue au poste de milieu de terrain au sein de l'ACF Arezzo en Italie.

## Biographie

### Carrière en club
Née aux États-Unis d'un père italien et d'une mère péruvienne, Claudia Cagnina possède les trois nationalités précédentes. Partie évoluer au FF Lugano en Suisse en 2019, elle devient la première joueuse péruvienne à disputer la Ligue des champions féminine de l'UEFA, lorsqu'elle rentre à la 55e min lors de la rencontre de l'édition 2019-2020 entre le FF Lugano et le Manchester City du 12 septembre 2019 (défaite 1-7).
En janvier 2020, elle signe pour l'UPC Tavagnacco en Italie.

### Carrière en équipe nationale
Jouant pour l'équipe du Pérou depuis 2018, Claudia Cagnina a l'occasion de disputer les Copa América 2018 et 2022. Elle compte en tout 14 matchs avec la sélection péruvienne.